# 丁莱夫
丁莱夫（1912年—1983年8月24日），原名丁之夏，山东广饶人，中国人民解放军少将，第三届全国人大代表。

## 生平
丁莱夫先后就读于广饶县立第一高级小学、山东省立第一乡村师范学校。其间，积极参加一二·九运动。1936年，加入中国共产党。1937年4月在延安抗日军政大学学习，加入工农红军。
抗战期间，担任过中共唐县县委书记、中共北岳区党委秘书长、中共第四分区地委民运部部长、地委书记兼军分区政治委员等职。第二次国共内战时期，历任中共晋察冀第二分区地委书记兼军分区政治委员、晋察冀军区野战军1纵1旅政治委员、解放军华北军区9兵团196师政治委员、第20兵团政治部组织部部长等职。1949年中华人民共和国成立后，曾任华北军区政治部组织部副部长、政治部副主任、第九兵团政治部组织部部长。朝鲜战争期间，任中国人民志愿军九兵团政治部组织部部长、志愿军政治部副主任。
中华人民共和国成立后，任华北军区政治部组织部副部长，第二十兵团政治部组织部部长，中国人民志愿军第二十兵团政治部组织部部长，志愿军政治部副主任，中央广播事业局局长、党组书记，党委第一书记，中国人民解放军总参谋部政治部主任，总参谋部通讯部顾问等职。1955年9月，被授予少将军衔。是第三届全国人大代表。1962年起，先后担任过中央广播事业局党委第一书记、事业局局长，解放军总参谋部政治部副主任兼中共兵团党委副书记、代理书记。1975年，任总参谋部政治部主任。1980年，任总参谋部通信部正兵团职顾问。1983年8月28日，在北京逝世。